# Michael Patrick Kelly

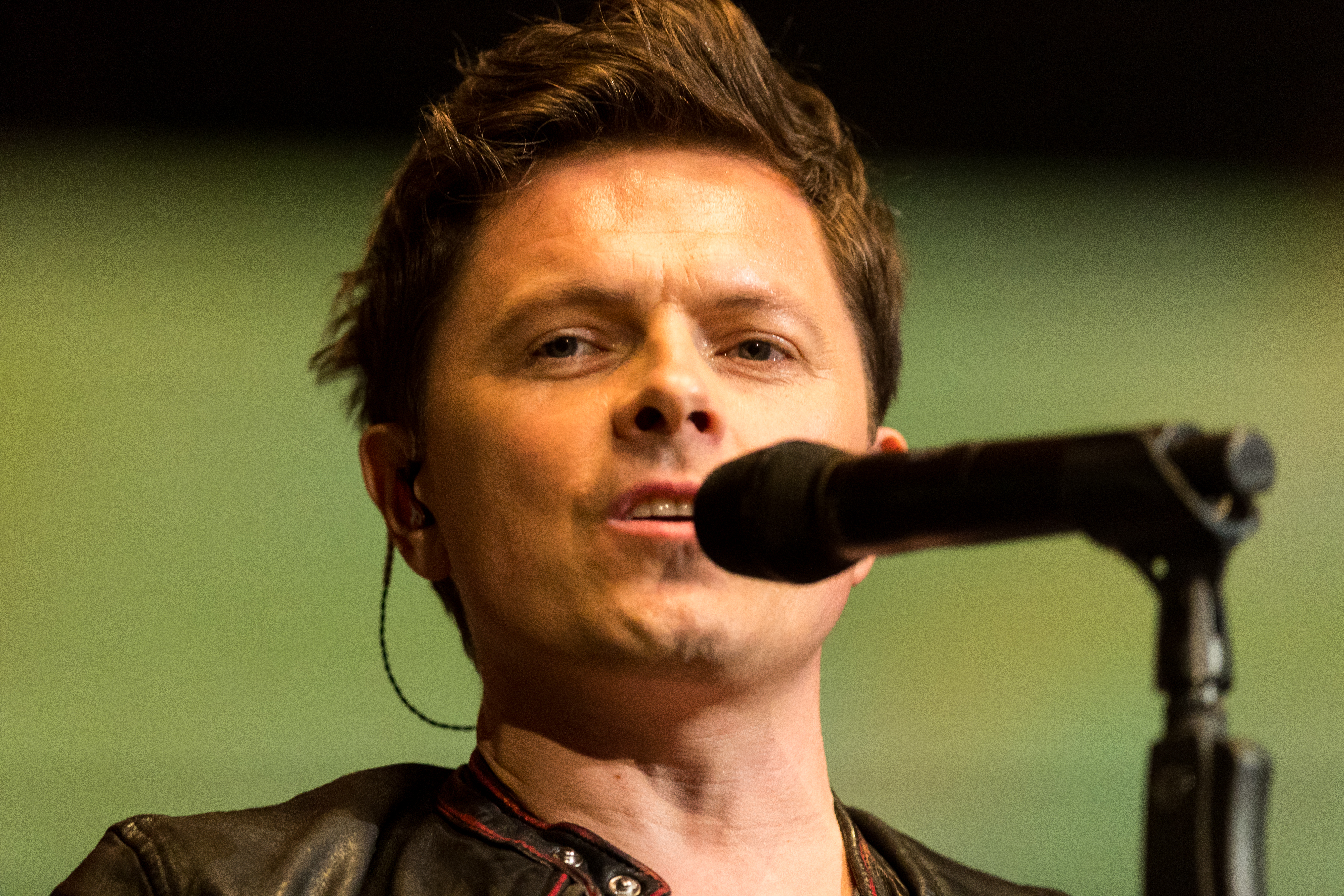
Michael Patrick Kelly, 2018

Michael Patrick „Paddy“ Kelly (* 5. Dezember 1977 in Dublin) ist ein irisch-US-amerikanischer Sänger, Musiker, Songwriter und Friedensaktivist. Er wurde als drittjüngstes Mitglied der mit mehreren Musikpreisen ausgezeichneten Pop- und Folkband The Kelly Family bekannt, die ab Mitte der 1990er Jahre mit mehr als 20 Millionen verkauften Tonträgern zu den kommerziell erfolgreichsten Interpreten in Europa gehörte. 2003 veröffentlichte er sein Solodebüt In Exile und zog sich danach in ein Kloster in Frankreich zurück. 2011 nahm er seine Tätigkeit im Musikgeschäft wieder auf. Seit 2024 setzt er sich als SDG-Botschafter für „Frieden und Gerechtigkeit“ (SDG-Ziel Nr. 16) der Agenda 2030 der Vereinten Nationen ein.

## Biografie

### Musikalische Karriere mit der Kelly Family

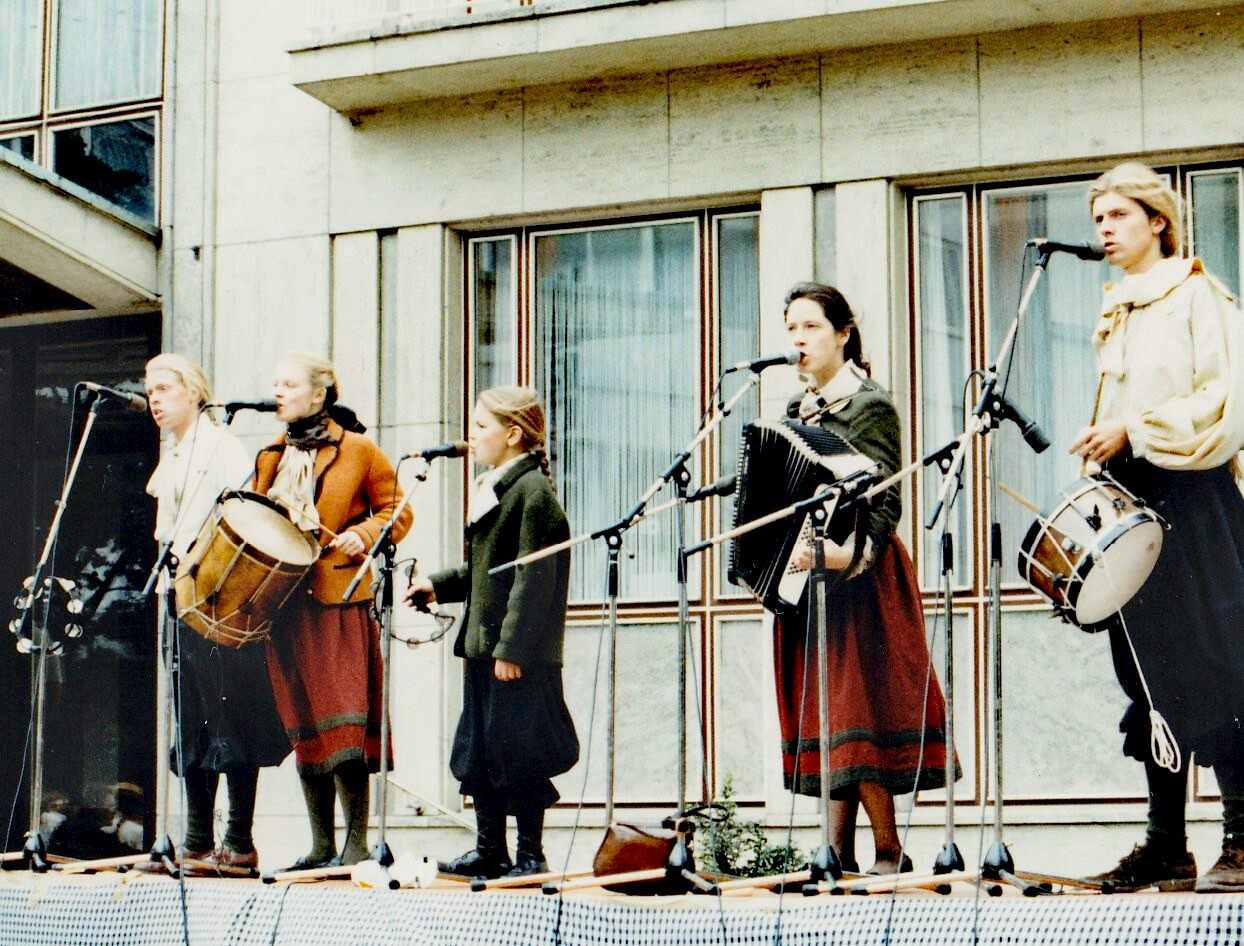
Paddy Kelly (Mitte) mit Jimmy, Patricia, Kathy und John Kelly, 1989

Paddy Kelly wurde 1977 als Sohn des US-amerikanischen Lehrers Daniel Jerome Kelly und der US-amerikanischen Tänzerin Barbara-Ann Suokko in Dublin geboren. Er hat bzw. hatte sieben Voll- und fünf Halbgeschwister. Nach dem Tod seiner Mutter im Jahr 1982 war sein Vater alleinerziehend; die Familie lebte in Armut.
Von frühester Kindheit an reiste Paddy Kelly mit seiner Familie mehr als zwölf Jahre lang als Straßenmusiker durch Europa und die USA und bestritt mit zunehmendem Alter mehrere Konzerte täglich. Ab 1984 begann er, seine Geschwister auf der Bühne zu präsentieren und führte als Ansager durch die Veranstaltungen. Als erstes Instrument erlernte er die vor allem in der traditionellen irischen Folkmusik eingesetzte Tin Whistle. Kelly wurde von seinem Vater unterrichtet und besuchte keine staatliche Schule. Neben Englisch und Deutsch spricht er Französisch, Spanisch und Niederländisch.
Im Alter von 15 Jahren schrieb er den Titel An Angel, der 1994 für die Kelly Family den kommerziellen Durchbruch bedeutete. Die Single erreichte unter anderem die Spitzenposition in Österreich sowie Platz 2 in den deutschen und Schweizer Charts. In Deutschland hielt sich der Song insgesamt elf Wochen in den Top Ten und 27 Wochen in den Top 100. Die anhaltende Berichterstattung durch die Jugendzeitschrift BRAVO forcierte die weitgreifende Euphorie unter vorwiegend jungen Mädchen, die ihn zum Teeniestar aufsteigen ließ. Aufgrund ihres alternativen Lebensstils und ihres Hippie-ähnlichen Aussehens wurde die Familie zu einer Zielscheibe von Hohn und Spott. Als populärstes Mitglied entwickelte sich Paddy Kelly zum Frontmann der Gruppe und rückte in den Fokus von Fans und Gegnern. Über mehrere Jahre hinweg war es ihm nicht möglich, sich ohne Begleitung mehrerer Sicherheitskräfte in der Öffentlichkeit zu bewegen.
Ab seinem 18. Lebensjahr war Kelly musikalischer Leiter der Band. Zu weiteren von ihm geschriebenen Single-Auskopplungen gehören Fell In Love with an Alien, One More Song, Children of Kosovo und Mama, die Platzierungen in den Top 20 der deutschen Charts erzielten. In der Band spielte er vor allem Gitarre, E-Gitarre, Bass, Klavier und Keyboard, doch erlernte er darüber hinaus Perkussions- und Harmonikainstrumente.

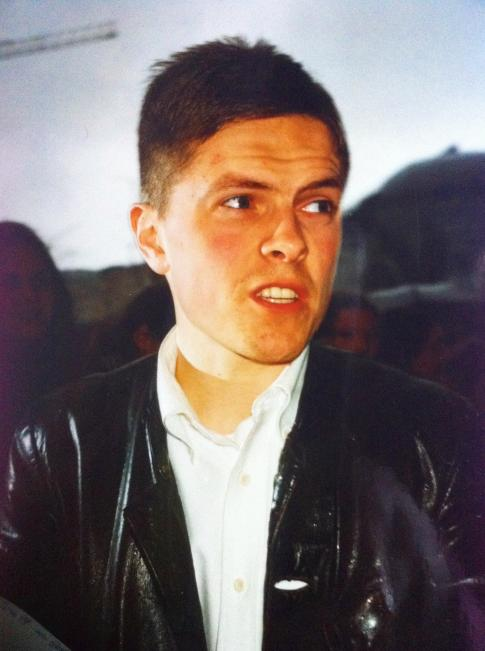
Paddy Kelly, 2002

2002 ließ er sich sein hüftlanges Haar abschneiden, das seit früher Jugend ein optisch charakteristisches Merkmal dargestellt hatte. Im August desselben Jahres starb sein Vater an den Folgen einer Hirnblutung. Dieses einschneidende Ereignis hatte große Auswirkungen auf den Familienverband. Der gemeinsame Wohnsitz auf Schloss Gymnich wurde aufgegeben und die organisatorische Struktur der Band, die bereits seit 2000 nur noch sechs Mitglieder gezählt hatte, veränderte sich.

### Solodebüt
Im März 2003 veröffentlichte Kelly bei Universal Music sein Solodebütalbum In Exile, das Platz 13 in den deutschen Charts belegte. Schon seit dem Jahr 2000 wuchs in ihm das Bedürfnis, außerhalb des Familienbundes mit anderen Musikern zu spielen und Songs zu schreiben. Auch sein neu gefundener Glaube sollte sich in seinem Solowerk wiederfinden, beispielsweise in dem Lied Pray Pray Pray, das er nach einer Pilgerreise nach Medjugorje geschrieben hatte. Die Singleauskopplung fand bereits einen Monat vor der Albumveröffentlichung statt und erreichte die gleiche Chartposition. Zu weiteren spirituell geprägten Titeln gehören das anlässlich seiner Bekehrung in Lourdes komponierte Lied Thanking Blessed Mary und das Lied Rain of Roses über die heiliggesprochene Therese von Lisieux. Das Album wurde positiv rezipiert. Die im Mai 2003 veröffentlichte Singleauskopplung When You Sleep erreichte in Deutschland Position 45.

### Kloster
Ende 2004 zog er sich aus der Öffentlichkeit zurück und lebte als Mönch in der ökumenischen Gemeinschaft Taizé  im französischen Burgund. Dort erhielt er den Namen Bruder John Paul Mary, legte nach dem Noviziat die zeitlichen Gelübde ab und studierte vier Jahre lang Philosophie sowie ein Jahr Theologie. Im folgenden Jahr wechselte er in ein Kloster in Belgien und nahm einige Termine wahr, im Rahmen derer er seine Berufungsgeschichte erzählte.

### Rückkehr ins Musikgeschäft
Im November 2010 trat er aus der Ordensgemeinschaft aus. Seine Entscheidung begründete er mit gesundheitlichen Problemen und seinem Bedürfnis, wieder mehr Musik machen zu wollen. 2011 initiierte er die Weihnachtstournee Stille Nacht – eine musikalische Weihnachtsgeschichte, die ihn gemeinsam mit seinen Geschwistern Joey, Patricia, Paul und Kathy durch Deutschland führte. Er bezeichnete dieses Projekt als Möglichkeit, Glauben und Kunst miteinander zu verbinden. Die traditionelle Weihnachtsgeschichte bildete den Rahmen des musikalischen Programms, das nationale wie internationale Weihnachtslieder beinhaltete. Im Dezember des Folgejahres wurde die Tournee mit zwölf Konzerten und ähnlichem Konzept fortgesetzt.
Im Mai und Juni 2012 trat Kelly mit seinem Soloprojekt unter dem Titel Agape in zehn deutschen Kirchen auf, begleitet von Musikern aus verschiedenen Kulturen. In den ausverkauften Wohltätigkeitskonzerten mit anschließender Friedensandacht präsentierte er vor allem spirituelle Lieder, die er während seines Aufenthalts im Kloster komponiert hatte. Die Tournee wurde vom Bonifatiuswerk der deutschen Katholiken unterstützt und in Kooperation mit Caritas International durchgeführt. Vom Sommer 2013 bis Oktober 2014 spielte er im Rahmen seiner Tour „solo and unplugged“ 58 Konzerte im kleineren Rahmen ohne Bandbegleitung. Diese Konzerte fanden u. a. in Theatersälen in mehreren europäischen Ländern statt und er sang alte Kelly-Family-Titel, Stücke von seinem ersten Soloalbum In Exile und Coversongs.

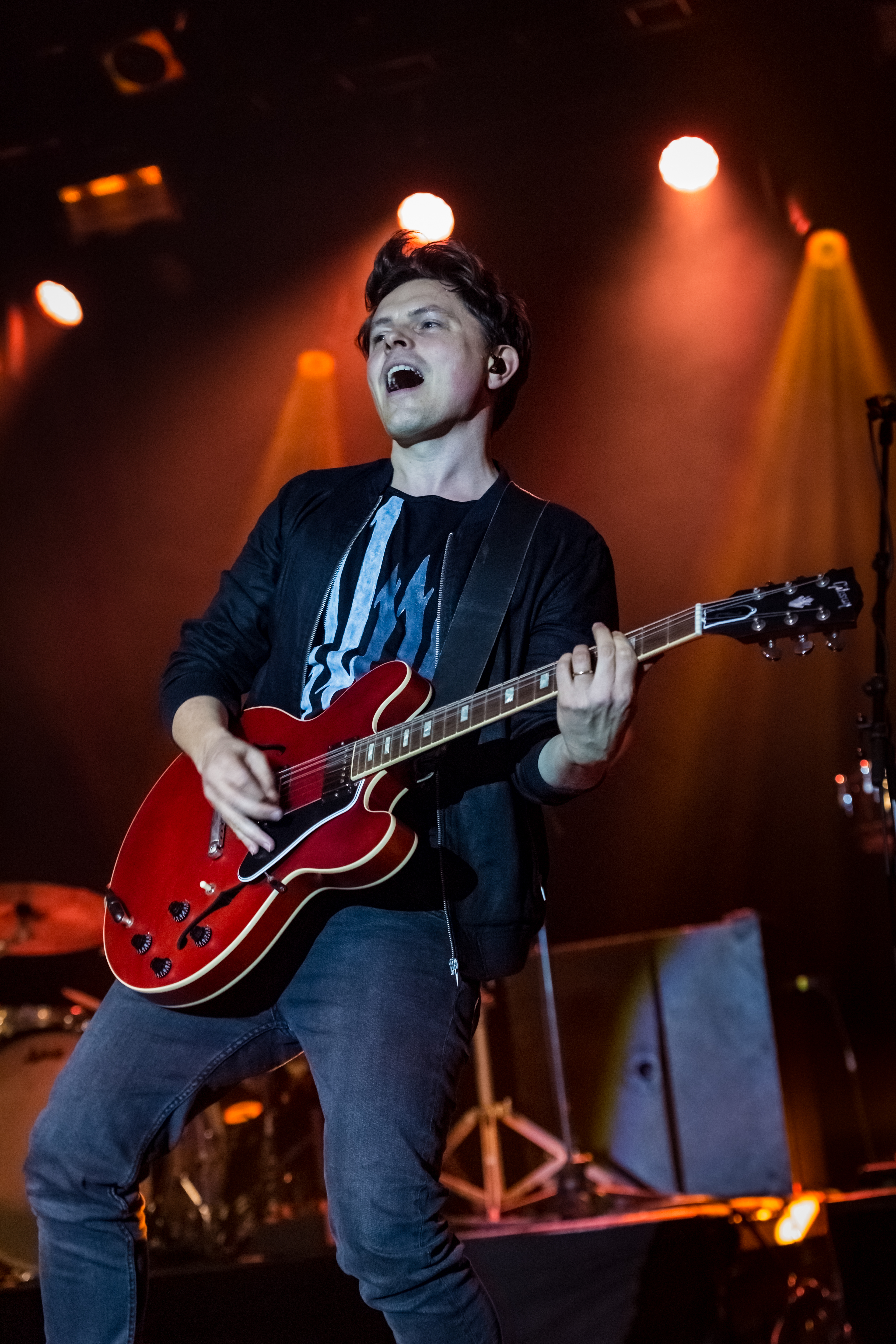
Michael Patrick Kelly, 2017

Mit der Single Shake Away meldete er sich 2015 als Michael Patrick Kelly zurück in der kommerziellen Musikwelt. Sein Album Human erschien im Mai 2015 und stieg auf Platz 3 der deutschen Charts ein. Er stellte es im Rahmen einer Tournee mit Liveband vor. Nach einigen Auftritten im Sommer 2015 bei Festivals setzte er ab Oktober/November 2015 seine Tour fort.
2016 erschien das Album RUAH, eine musikalische Retrospektive auf seine Zeit im Kloster, denn die meisten Songs waren während seiner Zeit als Mönch entstanden. Als Titel dieser Sammlung spiritueller Lieder wählte er das hebräische Wort Ruach, das im biblischen Kontext für Geist oder Atem steht. Im Herbst 2016 veranstaltete er eine Benefiztour. Ein Teil der Ticketerlöse floss in Hilfsprojekte des Bonifatiuswerkes und von Caritas International.
Nach sechsmonatiger Arbeit in London erschien im Juni 2017 sein viertes Soloalbum iD bei Columbia Records / Sony, das auf Platz 5 der deutschen und Schweizer Albumcharts einstieg und in Österreich den siebten Platz erreichte. Seine Single Golden Age präsentierte er während der Sendung Sing meinen Song, die zweite Singleauskopplung mit dem gleichnamigen Titel iD enthält ein Feature seines Musikerkollegen Gentleman, den er bei der Musikshow kennengelernt hatte. Die Aufnahmen dazu fanden auf Pete Townshends schwimmenden Musikstudio, dem Boot Grand Cru in den St Katharine Docks, statt.
Auch die anderen Lieder wurden in renommierten Londoner Tonstudios produziert, wie beispielsweise in den British Grove Studios von Mark Knopfler oder in den Dean Street Studios in Zusammenarbeit mit Alex Beitzke und Bradley Spence. Den Song New Spirit vollendete er nach langjähriger Überarbeitung mit der gesanglichen Unterstützung des weiblichen Trios Wildwood Kin, aufgenommen auf dem zum Tonstudio umgebauten Feuerschiff Trinity, das am Kai Trinity Buoy Wharf liegt.
2017 erschien ein Peter-Gabriel- und Kate-Bush-Cover des Liedes Don’t Give Up von Lena Meyer-Landrut und Michael Patrick Kelly auf dem Album Sing meinen Song – Das Weihnachtskonzert Vol. 4. Im November 2017 veröffentlichte Kelly eine Extended Version des Albums iD, das weitere sechs Songs und eine Akustikversion von Shake Away enthält. Außerdem sang er gemeinsam mit Moses Pelham auf dessen Album Herz den Song Wir sind eins. Elf Monate später erschien das Livealbum iD – Live, das auch Live-Versionen einiger Songs beinhaltet, die er 2017 bei Sing meinen Song gesungen hatte. 2021 erscheint der Song Where Are You Now von Lost Frequencies feat. Callum Scott, mit Michael Patrick Kelly als Co-Autor. Der Song bei den Brit Awards für die Kategorie „Bester Internationaler Song“ nominiert.
Im November 2021 veröffentlichte er sein fünftes Studioalbum B.O.A.T.S, das Platz 2 der deutschen Albumcharts belegte. Dem Album waren bereits 2020 der Song Beautiful Madness bzw. 2021 die Stücke Throwback und Blurry Eyes als ausgekoppelte Singles vorausgegangen. Über die Inspirationen für die Songs seines Soloalbums drehte er den Dokumentarfilm B.O.A.T.S. – Based on a True Story in Zusammenarbeit mit dem Regisseur Marvin Ströter und dreht auf verschiedenen Kontinenten. Im November 2022 veröffentlichte Kelly eine Extended Edition des Albums, die sechs neue Songs enthält, darunter Wonders feat. Rakim. Im Oktober 2025 wird sein neues Album traces erscheinen.

### Fernsehauftritte in Musik- und Castingshows
Mit seiner Rückkehr ins Musikgeschäft erhielt Michael Patrick Kelly nach und nach Einladungen zu diversen Musikfernsehsendungen. So war er im Mai 2015 in der ersten Folge von Meylensteine auf dem Fernsehsender VOX zu sehen und im Dezember 2016 in Songs für die Ewigkeit, wo er Coverversionen mit anderen renommierten Künstlern interpretierte. Die für die beiden Sendungsformate verantwortliche Produktionsfirma Talpa Germany nahm Kelly etwa zur selben Zeit, im Herbst 2016, für die Musikshow Sing meinen Song – Das Tauschkonzert unter Vertrag. Gastgeber der vierten Staffel waren Sascha Vollmer und Alec Völkel von The BossHoss, weitere mitwirkende Künstler waren Lena Meyer-Landrut, Stefanie Kloß, Gentleman, Moses Pelham und Mark Forster. Diese Staffel, welche von Mai bis Juli 2017 auf VOX ausgestrahlt wurde, hat bis dato die höchsten Einschaltquoten erzielt und die quotenstärkste Folge war die, in der sein musikalisches Gesamtwerk im Mittelpunkt stand. 2019 kehrte er zu dieser Fernsehsendung zurück, diesmal als Gastgeber der sechsten Staffel.
Seine erste Beteiligung an einer Castingshow war im Frühjahr 2016 in der 8. Staffel der KiKa-Sendung Dein Song. Darin übernahm er die „Musikpatenschaft“ für den 14-jährigen Sänger und Songwriter Ben Schafmeister. Im März 2018 trat er in einigen Folgen der 6. Staffel von The Voice Kids auf, da ihn Mark Forster als „Sidecoach“ hinzuzog. Im Herbst 2018 war Kelly Juror in der achten Staffel von The Voice of Germany. Er ersetzte den finnischen Sänger Samu Haber und wurde mit seinem Kandidaten Samuel Rösch Sieger der Staffel.

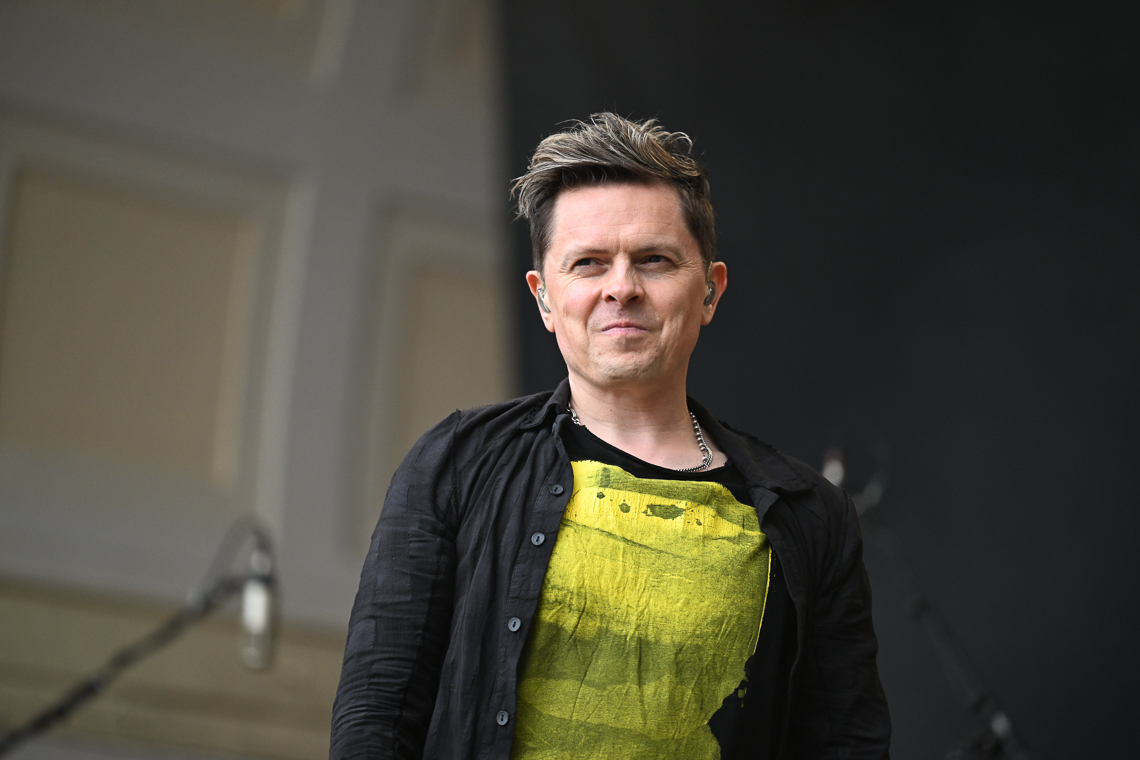
Patrick Kelly beim Open-Air-Konzert in Wiesbaden im Rahmen des Rheingau Musik Festivals 2023.

### Privates
Michael Patrick Kelly wurde katholisch getauft und erzogen, ohne seinen Glauben jedoch zu praktizieren. Gemeinsam mit seiner Familie sang er im Rahmen des Europäischen Jugendtreffens 1995 in Loreto für Papst Johannes Paul II. Aus einer persönlichen Krise heraus, die mit Suizidgedanken und einem Gefühl innerer Leere einherging, begann sich Kelly im Zuge des kommerziellen Erfolgs verstärkt mit der Bibel auseinanderzusetzen. Auf der Suche nach Antworten zu Sinn- und Lebensfragen beschäftigte er sich zudem mit dem Koran und dem Buddhismus. Ein Dokumentarfilm über den Wallfahrtsort Lourdes veranlasste ihn 1999 zu einer Pilgerreise, die er als Zeitpunkt seiner Bekehrung definiert.
Auf der Suche nach Spiritualität unternahm er Pilgerfahrten, besuchte mehrere Klöster, reiste nach Kalkutta zu den Mutter-Teresa-Schwestern und nach London zu den Bronx-Brothers. Letztendlich entschied er sich im Herbst 2004, in einem Orden im Burgund das Noviziat als Bruder John Paul Mary anzutreten. Erst als er sechs Jahre später vor der endgültigen Entscheidung stand, das ewige Ordensgelübde abzulegen, verspürte er zunehmend das Bedürfnis, seine Kreativität wieder auszuleben. Auch viele ältere Mitbrüder bestärkten ihn, wieder Musik zu machen. Die Erfahrung im Kloster bezeichnete er rückblickend als die außergewöhnlichste Zeit seines Lebens.
Im April 2013 heiratete Kelly seine Jugendliebe, die belgische Journalistin und Religionsphilosophin Joelle Verreet. Die Hochzeit fand in der Ballintubber Abbey in Irland statt. Im Dezember 2021 wurde er für die Reihe Sagen Sie jetzt nichts im SZ-Magazin porträtiert.

## Soziales Engagement
In Anbetracht des drohenden Irakkriegs reiste Kelly im März 2003 mit einer Friedensdelegation in die USA und nahm an einer Protestkundgebung vor dem Weißen Haus in Washington, D.C. teil. Während einer Friedensdemonstration vor dem Hauptgebäude der Vereinten Nationen in New York City wurde er aufgrund des Akts des zivilen Ungehorsams gemeinsam mit 40 anderen Friedensaktivisten verhaftet, nach Feststellung der Personalien und mehreren Stunden Gefängnisaufenthalt jedoch wieder entlassen. Im Juli 2004 trat er im Rahmen des internationalen Zelt-Musik-Festivals in Freiburg mit Künstlern wie Nina Hagen und Rabih Abou-Khalil beim Benefizkonzert Musik für Bagdad auf. Am 15. Februar 2003 nahm er an einer Friedenskundgebung in Berlin teil und lud die 500.000 Teilnehmer zu einer Friedensminute ein. Seit 2012 ist Kelly Botschafter der auf humanitäre Hilfe ausgerichteten Organisation Caritas International. So unterstützt er unter anderem Hilfsprojekte in Äthiopien, die er 2012 und 2015 auch vor Ort besuchte. Zu diesem Zweck spendete er ein Drittel des Ticketerlöses aus seiner Charity Tour. Im September 2024 wird er vom Bundesministerium für wirtschaftliche Zusammenarbeit und Entwicklung zum SDG-Botschafter für das Ziel Nummer 16 „Frieden und Gerechtigkeit“ ernannt. SDG-Ziele sind von den Vereinten Nationen definiert.

### Projekt Art Peace
Mit der Intention, „einen Weg zu innerem Frieden zu finden“, hatte Kelly bereits in jungen Jahren mit der Malerei begonnen. Im September 2012 wurde in Fulda erstmals eine Auswahl seiner zwischen 1990 und 2012 entstandenen Bilder unter dem Titel Art Peace der Öffentlichkeit präsentiert. In einer Kombination aus moderierter Informationsveranstaltung, Konzert und Vernissage stellte er sein Projekt im Radom auf der Wasserkuppe vor, einem früheren militärischen Funktions-Gebäude und Mahnmal des Kalten Krieges. Neben Kellys Werken umfasste die Ausstellung auch Bilder haitianischer Kinder, die als unmittelbare Opfer des dortigen Erdbebens 2010 von der Caritas International dazu eingeladen worden waren, ihre Ängste und Zukunftswünsche aufzumalen. Im Sinne eines länderübergreifenden Malprojekts leitete Kelly am Folgetag eine vergleichbare Aktion in der Kinder-Akademie Fulda. Ein Teil des Erlöses aus den Ticketeinnahmen der Veranstaltungen und dem Verkauf der signierten Kunstdrucke kam der Friedensarbeit in Haiti und in Guinea-Bissau zugute. Im Mai 2013 wiederholte er die Veranstaltung auf ähnliche Weise in der Bunkerkirche Düsseldorf. Zeitgleich eröffnete er seine erste Einzelausstellung in der LV 1871 München.
Im Rahmen des RTL-Spendenmarathons im November 2012 fertigte Kelly während eines mehrstündigen Aufenthalts im Live-Studio von Wolfram Kons ein Bild mit dem Titel The Holy Spirit of Love an, das für den guten Zweck versteigert wurde. Es zeigt Hände, die sich einer Taube mit ausgebreiteten Flügeln und einem zentral positionierten Herzen entgegenstrecken.

### Projekt #PeaceBell
Anlässlich des 100. Gedenktages an das Ende des Ersten Weltkriegs präsentierte Michael Patrick Kelly am 11. November 2018 sein Projekt #PeaceBell in der Mainzer Christuskirche. Unter der Schirmherrschaft des Mainzer Oberbürgermeisters Michael Ebling und der Moderation durch Wolfram Kons enthüllte Kelly die von ihm gestaltete Friedensglocke, welche aus alten Kriegswaffen, die aus der Schlacht um Verdun stammen, gegossen wurde. Die in den Weltkriegen gängige Praxis, Kirchenglocken als Nachschub zur Waffenproduktion einzuschmelzen, wollte er umkehren und ein Friedensinstrument schaffen, dessen Klang an die Notwendigkeit des Zusammenhalts statt des Gegeneinanders erinnern soll: „Die PeaceBell ist ein universelles Instrument des Friedens, das Menschen mit verschiedenstem politischen, religiösen und kulturellen Background zusammenhalten soll.“ Geschmiedet wurde sie in der noch aktiven Glockengießerei Petit & Gebr. Edelbrock in Gescher, als Klöppel dient ein ehemaliges G3 Gewehr.
Weitere Glocken im kleineren Format sollen in diesem Verfahren hergestellt und verkauft werden, der Erlös wird Friedensprojekte unterstützen, wie beispielsweise das Friedensdorf Newe Schalom in Israel. Die große PeaceBell, die etwa 340 kg wiegt, ist Bestandteil seiner 2019-Konzerttournee, um während des Konzerts eine Schweigeminute für den Frieden mit einem einzigen Glockenschlag einzuläuten.
2022 wird Kelly beim Deutschen Nachhaltigkeitspreis mit dem Ehrenpreis aus den Händen von Eckhart von Hirschhausen ausgezeichnet für ein soziales Engagement und dem #Peacebell Projekt.

## Diskografie
Studioalben

| Jahr                      | Titel Musiklabel                  | Höchstplatzierung, Gesamtwochen, AuszeichnungChartplatzierungen (Jahr, Titel, Musiklabel, Platzierungen, Wochen, Auszeichnungen, Anmerkungen) | Höchstplatzierung, Gesamtwochen, AuszeichnungChartplatzierungen (Jahr, Titel, Musiklabel, Platzierungen, Wochen, Auszeichnungen, Anmerkungen) | Höchstplatzierung, Gesamtwochen, AuszeichnungChartplatzierungen (Jahr, Titel, Musiklabel, Platzierungen, Wochen, Auszeichnungen, Anmerkungen) | Höchstplatzierung, Gesamtwochen, AuszeichnungChartplatzierungen (Jahr, Titel, Musiklabel, Platzierungen, Wochen, Auszeichnungen, Anmerkungen) | Anmerkungen                                                 |
| Jahr                      | Titel Musiklabel                  | DE | AT | CH | UK | Anmerkungen                                                 |
| ------------------------- | --------------------------------- | --- | --- | --- | --- | ----------------------------------------------------------- |
| als Paddy Kelly           |                                   | | | | |                                                             |
|                           |                                   | | | | |                                                             |
| 2003                      | In Exile Polydor (UMG)            | DE13 (5 Wo.)DE | AT49 (2 Wo.)AT | — | — | Erstveröffentlichung: 17. März 2003                         |
| als Michael Patrick Kelly |                                   | | | | |                                                             |
|                           |                                   | | | | |                                                             |
| 2015                      | Human Columbia Records (Sony)     | DE3 Gold · (17 Wo.)DE | AT16 (5 Wo.)AT | CH8 (11 Wo.)CH | — | Erstveröffentlichung: 15. Mai 2015 Verkäufe: + 100.000      |
| 2016                      | Ruah Believe Germany (Soulfood)   | DE12 (1 Wo.)DE | AT20 (1 Wo.)AT | CH57 (1 Wo.)CH | — | Erstveröffentlichung: 23. September 2016                    |
| 2017                      | iD Columbia Records (Sony)        | DE2 Platin · (94 Wo.)DE | AT7 (19 Wo.)AT | CH5 Gold · (51 Wo.)CH | — | Erstveröffentlichung: 16. Juni 2017 Verkäufe: + 210.000     |
| 2021                      | B.O.A.T.S Columbia Records (Sony) | DE2 Gold · (46 Wo.)DE | AT2 (11 Wo.)AT | CH2 Gold · (44 Wo.)CH | — | Erstveröffentlichung: 12. November 2021 Verkäufe: + 132.000 |

## Auszeichnung als Solokünstler

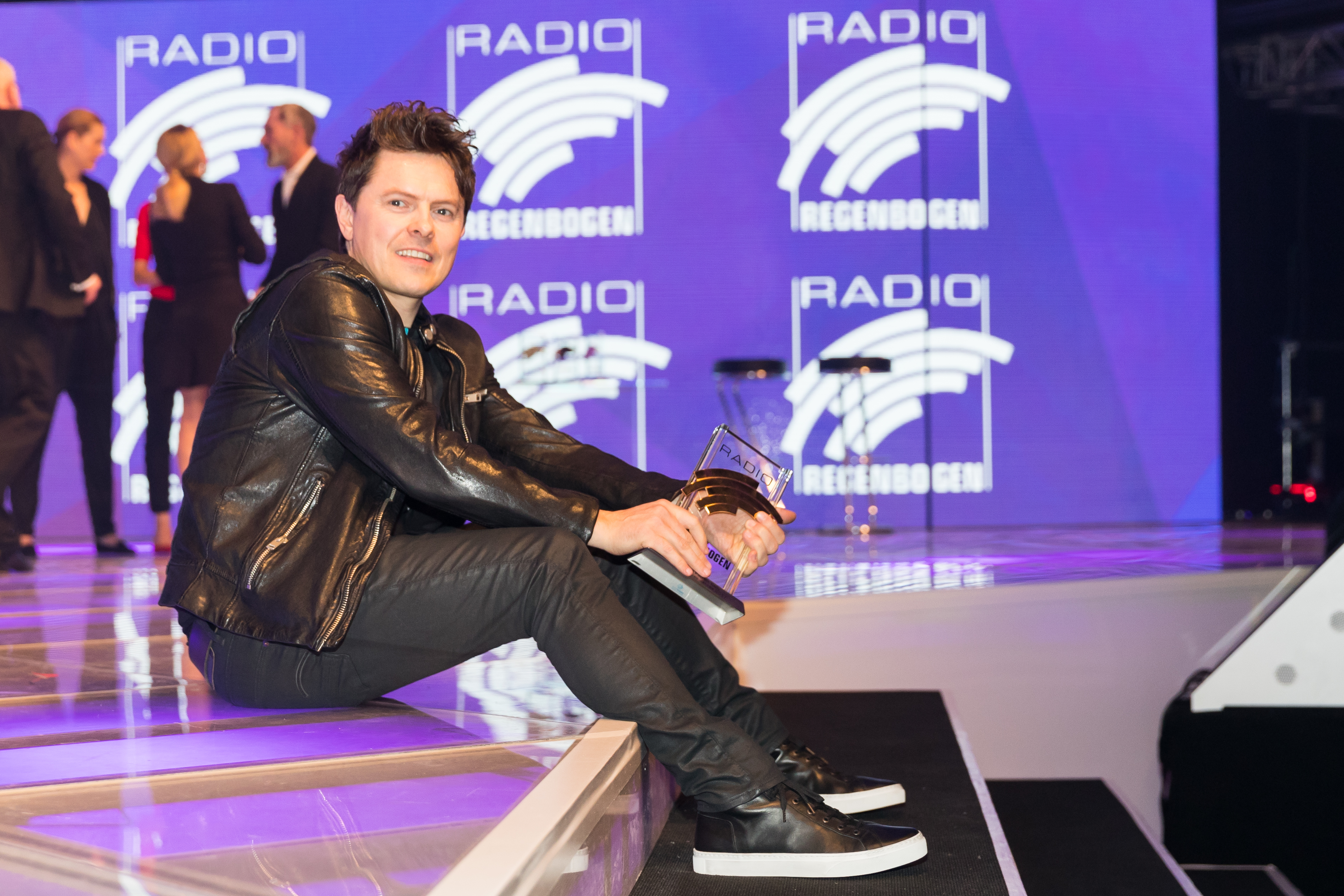
Michael Patrick Kelly erhält Radio Regenbogen Award 2018

- 2018: Radio Regenbogen Award in der Kategorie Comeback des Jahres 2017[47]
- 2022: Goldene Henne 2022 in der Kategorie Musik[48]
- 2024: Choros-Award des Semperopernballs Dresden